# Valero
Valero es un municipio y localidad española de la provincia de Salamanca, en la comunidad autónoma de Castilla y León. Se integra dentro de la comarca de la Sierra de Francia y la subcomarca de Las Quilamas. Pertenece al partido judicial de Béjar.
Su término municipal está formado por un solo núcleo de población, ocupa una superficie total de 26,27 km² y según los datos demográficos recogidos en el padrón municipal elaborado por el INE en el año 2017, cuenta con una población de 315 habitantes.

## Geografía

### Clima
Valero tiene un clima mediterráneo Csa (templado con verano seco y caluroso) según la clasificación climática de Köppen.
| Parámetros climáticos promedio de Valero en el periodo 1961-1989 | Parámetros climáticos promedio de Valero en el periodo 1961-1989 | Parámetros climáticos promedio de Valero en el periodo 1961-1989 | Parámetros climáticos promedio de Valero en el periodo 1961-1989 | Parámetros climáticos promedio de Valero en el periodo 1961-1989 | Parámetros climáticos promedio de Valero en el periodo 1961-1989 | Parámetros climáticos promedio de Valero en el periodo 1961-1989 | Parámetros climáticos promedio de Valero en el periodo 1961-1989 | Parámetros climáticos promedio de Valero en el periodo 1961-1989 | Parámetros climáticos promedio de Valero en el periodo 1961-1989 | Parámetros climáticos promedio de Valero en el periodo 1961-1989 | Parámetros climáticos promedio de Valero en el periodo 1961-1989 | Parámetros climáticos promedio de Valero en el periodo 1961-1989 | Parámetros climáticos promedio de Valero en el periodo 1961-1989 |
| Mes | Ene.                                                             | Feb.                                                             | Mar.                                                             | Abr.                                                             | May.                                                             | Jun.                                                             | Jul.                                                             | Ago.                                                             | Sep.                                                             | Oct.                                                             | Nov.                                                             | Dic.                                                             | Anual                                                            |
| --- | ---------------------------------------------------------------- | ---------------------------------------------------------------- | ---------------------------------------------------------------- | ---------------------------------------------------------------- | ---------------------------------------------------------------- | ---------------------------------------------------------------- | ---------------------------------------------------------------- | ---------------------------------------------------------------- | ---------------------------------------------------------------- | ---------------------------------------------------------------- | ---------------------------------------------------------------- | ---------------------------------------------------------------- | ---------------------------------------------------------------- |
| Temp. media (°C) | 6.7                                                              | 8.1                                                              | 10.4                                                             | 12.7                                                             | 15.6                                                             | 20.4                                                             | 23.9                                                             | 23.5                                                             | 20.8                                                             | 15.3                                                             | 10.6                                                             | 7.1                                                              | 14.6                                                             |
| Precipitación total (mm) | 143.8                                                            | 141.1                                                            | 84.5                                                             | 93.3                                                             | 90.2                                                             | 51.1                                                             | 17.4                                                             | 15.8                                                             | 60.3                                                             | 104.8                                                            | 115.7                                                            | 136.7                                                            | 1054.7                                                           |
| Fuente: Ministerio de Agricultura, Alimentación y Medio Ambiente. Datos de precipitación para el periodo 1961-1989 y de temperatura para el periodo 1961-1989 en Valero 8 de noviembre de 2012 |                                                                  |                                                                  |                                                                  |                                                                  |                                                                  |                                                                  |                                                                  |                                                                  |                                                                  |                                                                  |                                                                  |                                                                  |                                                                  |

### Naturaleza
Antiguamente había lobos y cabra pirenaica hispánica, osos y linces (se cree que todavía quedan algunos linces). Hoy en día las especies que podemos encontrar en la zona son: zorros, cigüeña negra, buitre negro, alimoches, águilas perdigueras, halcón peregrino, águila real, nutria y pato salvaje.

## Historia
El origen del nombre del pueblo se cree que viene del nombre romano Valerio, lugar donde se situó una villa en esa época. Destaca en la época visigoda la mítica batalla entre los musulmanes y Don Rodrigo, llamada Batalla de Segoyuela, que dio origen a la creación de la leyenda de la Reina Quilama.
Posteriormente, en la Edad Media, Valero es repoblado por los reyes leoneses, en lo que puede considerarse como la fundación del pueblo actual, pasando a formar parte del cuarto de Peña del Rey de la jurisdicción de Salamanca, dentro del Reino de León.
El 19 de septiembre de 1636 Felipe IV crea a favor de Juan Manuel Manrique de Zúñiga, duque de Béjar, el Marquesado de Valero, que pasa a englobar el territorio de Valero, El Endrinal, San Miguel, Los Santos, Frades y Tornadizo.
Con la creación de las actuales provincias en 1833, Valero fue incluido en la provincia de Salamanca, dentro de la Región Leonesa.

## Demografía
Valero cuenta con una población de 286 habitantes (INE 2024).
| Gráfica de evolución demográfica de Valero entre 1842 y 2021                                                        |
| |
| Población de derecho según los censos de población del INE Población de hecho según los censos de población del INE |

Según el Instituto Nacional de Estadística, Valero tenía, a 31 de diciembre de 2018, una población total de 330 habitantes, de los cuales 184 eran hombres y 146 mujeres. Respecto al año 2000, el censo refleja 449 habitantes, de los cuales 220 eran hombres y 229 mujeres. Por lo tanto, la pérdida de población en el municipio para el periodo 2000-2018 ha sido de 119 habitantes, un 27 % de descenso.

## Monumentos y lugares de interés

### La piscina natural de Valero
La piscina natural fue construida en 1985 y desde sus orígenes ha sido llamada como "Charco el Pozo", aunque en la actualidad ha ido perdiendo esta denominación.
La piscina está asentada en una antigua presa realizada para la fábrica de la luz que se construyó en 1920 y daba luz incluso a Frades de la Sierra.
Está alimentada por las limpias aguas del río Quilamas. Es un agua totalmente limpia y cristalina que llega virgen a Valero.
Cuenta con más de 100 metros nadables y con una profundidad máxima en torno a los 2 metros.

## Cultura

### Fiestas
En Valero existen varias festividades de las cuales las más importantes son San Valerio, que se celebraba el 29 de enero, y Nuestra Señora de las Candelas, el 2 de febrero.

## Administración y política
| Partido político                         | 2019  | 2019  | 2019       | 2015  | 2015  | 2015       | 2011  | 2011  | 2011       | 2007  | 2007  | 2007       | 2003  | 2003  | 2003       |
| Partido político                         | %     | Votos | Concejales | %     | Votos | Concejales | %     | Votos | Concejales | %     | Votos | Concejales | %     | Votos | Concejales |
| Partido Popular (PP)                     | 68,15 | 169   | 5          | 66,15 | 170   | 5          | 56,57 | 168   | 4          | 62,78 | 221   | 5          | 62,78 | 271   | 5          |
| Partido Socialista Obrero Español (PSOE) | 29,44 | 73    | 2          | 32,68 | 84    | 2          | 42,09 | 125   | 3          | 36,08 | 127   | 2          | 30,05 | 119   | 2          |

El alcalde de Valero no recibe ningún tipo de prestación económica por su trabajo al frente del Ayuntamiento (2017).